# Montesquieu-des-Albères
Montesquieu-des-Albères – miejscowość i gmina we Francji, w regionie Oksytania, w departamencie Pireneje Wschodnie.
Według danych na rok 2010 gminę zamieszkiwały 1168 osoby, a gęstość zaludnienia wynosiła 68 osoby/km² (wśród 1545 gmin Langwedocji-Roussillon Montesquieu-des-Albères plasuje się na 416. miejscu pod względem liczby ludności, natomiast pod względem powierzchni na miejscu 462.).

## Zabytki
Zabytki na terenie gminy posiadające status monument historique:
- kościół św. Saturnina (Église Saint-Saturnin de Montesquieu-des-Albères)

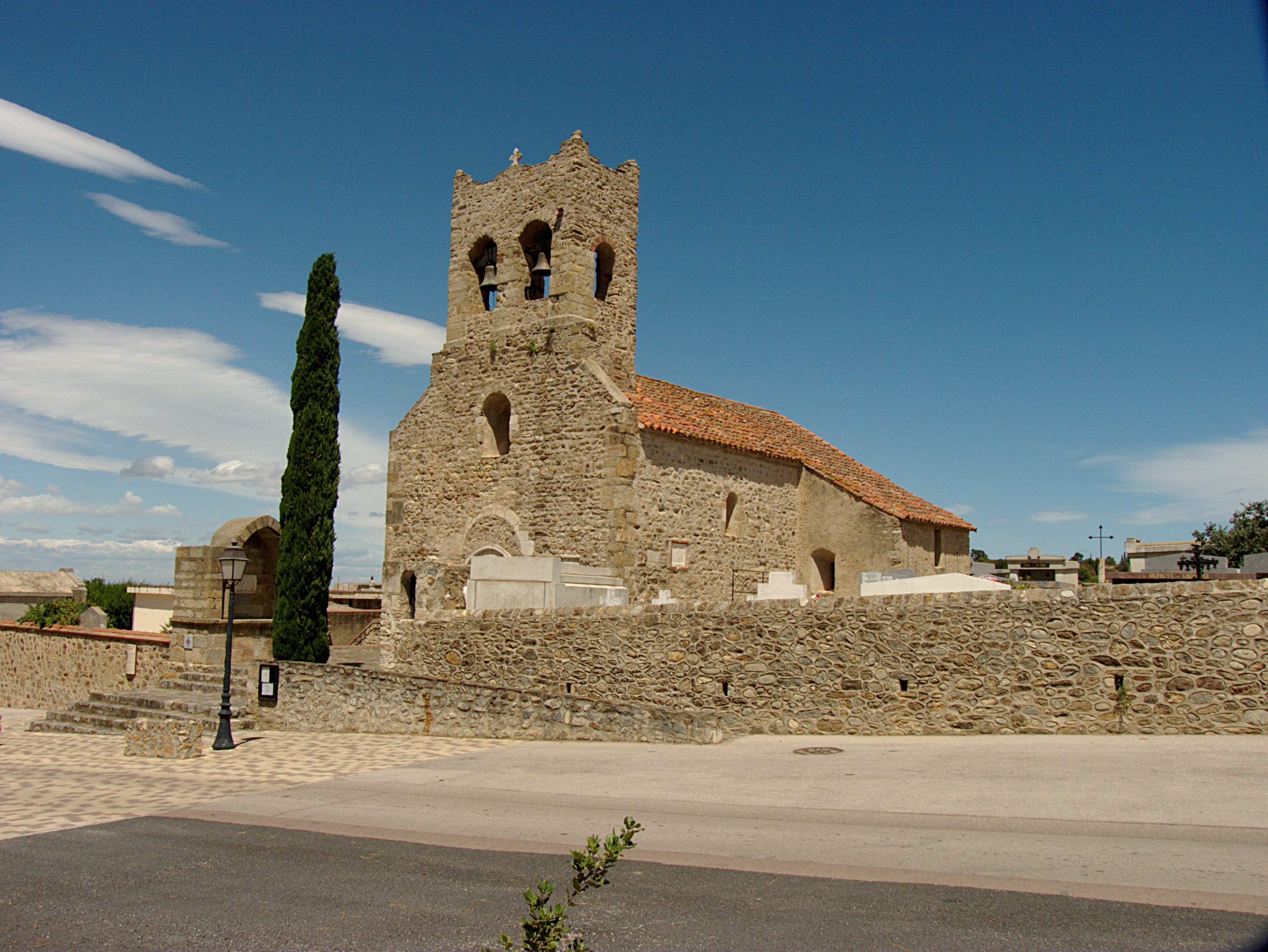
Kościół św. Saturnina w Montesquieu-des-Albères, 2011

## Populacja

Populacja Montesquieu-des-Albères w latach 1962–2008